# Octavio Calvo
Octavio Daniel Calvo (Buenos Aires, 8 de noviembre de 1954) es un artista plástico argentino, reconocido por su obra denominada Encuentro. El mural, encargado por el Obispado de la Provincia de La Rioja, exhibido brevemente en la Catedral de La Rioja durante 2006, generó polémica debido a la inclusión de figuras políticas como el expresidente Carlos Menem junto a figuras religiosas, como Juan Pablo II.
La obra fue censurada durante tres años, colocándose una pared delante de ella. Posteriormente, en febrero de 2009, un fallo judicial inédito obligó al Obispado de La Rioja a su reinstalación y exhibición pública.Actualmente tras años de estar expuesta la obra está desaparecida.

## Biografía
Nació en Argentina en 1954, pero se radicó en la República Oriental del Uruguay desde muy pequeño. Allí transcurrió su infancia y adolescencia en donde conoció al acuarelista uruguayo Esteban Garino, de quien tuvo la revelación de lo que se puede alcanzar desde la expresión artística. También, en los comienzos de su carrera de arquitectura, tomó clases de pintura con otro artista, Leonel Pérez Molinari.
A principios de 1976, Calvo regresa a la Argentina, donde se contrae matrimonio y tiene 4 hijas; entre ellas la documentalista Manuela Calvo. Durante las siguientes década vive en Buenos Aires, Córdoba, y La Rioja, estableciéndose ahí. A partir de los años 2000 comenzó a hacer pública su obra por primera vez en toda su carrera artística. Luego de varios reconocimientos y premios por su labor recorrió el país con varias de sus exposiciones.

## Trayectoria Artística

### Periodo mano izquierda y muralEncuentro(1994-2017)
En junio de 2006, Calvo se encontraba realizando el mural “Encuentro”, una obra de 6x4 metros, encargada por el Obispado de La Rioja para la Catedral de la ciudad de La Rioja. La obra refleja la visita de la Virgen del Valle de Catamarca a San Nicolás de Bari celebrada el 29 de junio de 1995, fecha en la que se cumplió el 75 aniversario de la coronización del Santo Patrono de Provincia. En ella pueden observarse los rostros de figuras políticas y religiosas contemporáneas al momento de su creación, como el expresidente Carlos Menem, los exgobernadores Ángel Maza y Bernabé Arnaudo, el entonces Jefe de Gabinete del Gobierno Provincial, Luis Beder Herrera, el papa Juan Pablo II, entre otros. Esto generó una gran polémica, y su repercusión llegó a hacerse eco en varios medios internacionales. 
Durante ese mismo mes, distintas figuras que aparecían en el friso se pronunciaron, entre ellos Menem calificó al mural como "irreverente".

"Con todo respeto por la libertad del arte y la expresión libre de todo artista a crear a su modo y según se inspire, yo no autorizo -ni lo hice antes- que mi humilde figura se muestre junto con otras que son objeto de culto"
Carlos Menem, 06 de junio de 2006

En julio de ese mismo año, el Obispado decidió no exhibir la obra por "ser políticamente inconveniente", según manifestaron los abogados de la iglesia. El mural fue ubicado en un salón del Obispado donde se le levantó una pared adelante con el supuesto fin de resguardarlo. Esto llevó a Calvo a efectuar un planteo judicial a fin de que se exhibiera la obra, como estaba pactado, en el lugar acordado. 
En febrero de 2009, habiendo pasado tres años censurada la obra, la Cámara I en lo Civil, Comercial y de Minas (Secretaría "A") de La Rioja, falló a favor del artista. Dicho fallo, emitido por los jueces Marta Agüero de Reinoso, Víctor César Ascoeta y Jorge Gamal Chamía, condenaba al Obispado de La Rioja, exhortándolo a que en el término de tres meses colocara la obra en el friso del ala izquierda de la Catedral capitalina.
En abril del mismo año, la obra continuaba sin exhibirse, venciendo el plazo otorgado por el fallo judicial para la exhibición de la misma.Ante esto, Calvo  emitió un comunicado de prensa en el que otorgaba un mes de gracia, para que el Obispado cumpliera con lo solicitado por la justicia; entiendo que podría realizar una demanda por daños y perjuicios, no habiéndose exhibido la obra. En dicha nota, sostenía que su fin era que "se cumpliera el ciclo del arte":

"Este fallo muestra el rol del artista, y como esta noble función trasciende el lienzo, y como todos estos factores hacen a la obra (..) para mí la triunfante resolución judicial, es la pincelada final que concluye esta importante pieza"

El 22 de mayo, vencido el plazo otorgado por Calvo, el mural fue colocado en la Iglesia Catedral de La Rioja.Ante esto, el por entonces abogado del Obispado de La Rioja, Federico Pasos Espín, declaró públicamente que Calvo "no buscaba nada más que un mayor resarcimiento económico (al ya cobrado)" y que la iglesia cumpliría lo dispuesto por la justicia, sin embargo el fallo no otorgaba ningún resarcimiento o reparación en carácter económico; Además expuso que la iglesia no se haría responsable por posibles daños o acciones contra la obra: 

"Nosotros hemos cumplido con el fallo judicial. Ahora, si alguien lo daña porque se siente ofendido, escapa a nuestra respuesta"

El "Encuentro" quedó expuesto de manera precaria durante años, ya que no llegó a fijarse en el lugar pautado a pesar de lo que la justicia exigió. Si bien pudo ser contemplado por años, durante las refacciones que se realizaron en el edificio la obra desapareció, el artista desconoce cuál fue el destino de la misma. 
En septiembre de 2014, Calvo realizó un nuevo mural denominado "La Parada", ubicado en la parada de colectivos de la intersección de la Avenida Rivadavia y la Calle Adolfo E. Dávila, de la Ciudad de La Rioja. El mismo, debió ser refaccionado en 2016.

### ACV y periodo mano derecha (2017-presente)
El 22 de octubre de 2017, tras indagar al Obispo de esa época, Marcelo Daniel Colombo, por el estado del mural Encuentro, y sin obtener respuesta, Calvo padeció un accidente cerebrovascular hemorrágico que casi termina con su vida.
El 12 de diciembre del mismo año, se presentó su serie de cuadros de escudos departamentales de la Provincia de La Rioja, en La Legislatura de la Ciudad. Actualmente estos pueden observase aun en el recinto legislativo. 
A pesar de los pronósticos médicos, Calvo sobrevivió, pero la hemiparesia del hemisferio izquierdo de su cuerpo le impidieron retomar su carrera por años. El mismo, pintó durante toda su carrera con su mano izquierda, pero esta quedó casi inmovilizada a pesar de la rehabilitación. En el presente, Calvo ha hecho públicas varias obras nuevas, después de readaptarse, y aprender nuevamente, a pintar con su mano derecha.  

## Reconocimientos
El 3 de noviembre de 2022, Calvo fue citado junto a su familia a la Legislatura de la provincia de La Rioja para hacerle entrega del Reconocimiento "Pedro Ignacio de Castro Barros" por su aporte a la cultura de la provincia, siendo quien en palabras de la presidenta de la cámara Florencia López, acompaña prácticamente todos los salones de la Cámara Legislativa con su obra. Incluyendo hasta la propia residencia oficial del gobernador y los pasillos de la Universidad Nacional de La Plata; donde también fue reconocido por su amplio aporte a la figura de la casa, el exgobernador riojano Joaquín Víctor Gonzales.

"Octavio sufrió un ACV hace unos años que paralizo su lado izquierdo, que es con el que pintaba, y ahora esta aprendiendo a pintar con su mano derecha, inaugurando un nuevo periodo cargado de resiliencia, cargado de esperanza y seguramente cargado de arte (...) recordando la lección de optimismo de Joaquín Víctor Gonzales, parafraseándolo quiero decir que no sufriste ninguna derrota, y si asi hubiera sido la derrota solo consiguió hacerte mas optimista, mas idealista y mas artista, gracias por tu presencia y por tu obra"
Teresa Luna, 03 de noviembre de 2022